# Марина Ђорђевић
Марина Ђорђевић (Пирот, 16. јул 1980) позната је манекенка и фото модел пореклом из Пирота.

## Биографија
Завршила је основну школу и гимназију у Пироту. Дипломирала је на катедри за психологију на Филозофском факултету у Београду.
Марина је први фото модел и професионална манекенка која је пореклом из Пирота.
Почела је да се бави манекенством 2002. године. Њено прво појављивање је било када ју је фотограф Милош Срдић фотографисао. Касније је Ненад Радујевић директор модне агенције Клик запослио. 
Радила је касније за модну агенцију из Милана Names.
Боравила је три године у Паризу а од 2006. године је радила у САД. Тренутно живи и ради у Београду.
Рекламирала је брендове попут Армани, Ескада, Пако Рабан, Москино, Ева Херцигова и Нивеа у свету. У Србији је радила рекламе за брендове: Горки лист и Плејбој. Такође се њено лице виђало на рекламама за кекс и у разним спотовима.
Радила је са фотографима Лоренцом Ривом и Моником Робл.